# Rio Cuşmed
O Rio Cuşmed é um rio da Romênia, afluente do Târnava Mică, localizado no distrito de Harghita,

Mureş.